# Fußballclub Berlin 1898 1997-1998
Questa voce raccoglie le informazioni riguardanti il Fußballclub Berlin nelle competizioni ufficiali della stagione 1997-1998.

## Stagione
Nella stagione 1997-1998 il FC Berlino, allenato da Werner Voigt e Ingo Rentzsch, concluse il campionato di Regionalliga nordest all'11º posto.

## Rosa
| N. |                     | Ruolo | Calciatore      |
| -- | ------------------- | ----- | --------------- |
| 1  | Germania (bandiera) | P     | Daniel Bartel   |
| 3  | Germania (bandiera) | D     | Jörn Lenz       |
| 4  | Germania (bandiera) | D     | Mario Maek      |
| 6  | Germania (bandiera) | C     | Mario Kallnik   |
| 16 | Germania (bandiera) | C     | Thomas Dahlke   |
| 18 | Germania (bandiera) | D     | Daniel Jonelat  |
|    | Germania (bandiera) | D     | Marco Höppner   |
|    | Germania (bandiera) | D     | Falk Jarling    |
|    | Germania (bandiera) | D     | Oliver Lotze    |
|    | Germania (bandiera) | C     | Heiko Brestrich |

| N. |                     | Ruolo | Calciatore       |
| -- | ------------------- | ----- | ---------------- |
|    | Germania (bandiera) | C     | Sven Falk        |
|    | Germania (bandiera) | C     | Ayhan Gezen      |
|    | Croazia (bandiera)  | C     | Davor Krznaric   |
|    | Germania (bandiera) | C     | Michael Lorenz   |
|    | Polonia (bandiera)  | C     | Marek Seruga     |
|    | Germania (bandiera) | A     | Bernd Jopek      |
|    | Germania (bandiera) | A     | Timo Lesch       |
|    | Germania (bandiera) | A     | Sebastian Müller |
|    | Germania (bandiera) | A     | Sven Ohly        |

## Organigramma societario
Area tecnica
- Allenatore: Ingo Rentzsch
- Allenatore in seconda:
- Preparatore dei portieri:
- Preparatori atletici:
- Analisi video:

## Calciomercato

### Sessione estiva
| Acquisti | Acquisti       | Acquisti            | Acquisti |
| R.       | Nome           | da                  | Modalità |
| -------- | -------------- | ------------------- | -------- |
| A        | Bernd Jopek    | Spandauer           |          |
| C        | Davor Krznaric | Borussia M'gladbach |          |

| Cessioni | Cessioni          | Cessioni        | Cessioni |
| R.       | Nome              | a               | Modalità |
| -------- | ----------------- | --------------- | -------- |
| D        | Roman Müller      | Sachsen Lipsia  |          |
| A        | Mikhail Pronichev | Makkabi Berlino |          |
| D        | Jens Reckmann     | Dinamo Dresda   |          |

### Sessione invernale
| Acquisti | Acquisti  | Acquisti        | Acquisti |
| R.       | Nome      | da              | Modalità |
| -------- | --------- | --------------- | -------- |
| D        | Jörn Lenz | Energie Cottbus |          |

| Cessioni | Cessioni | Cessioni | Cessioni |
| R.       | Nome     | a        | Modalità |
| -------- | -------- | -------- | -------- |

## Risultati

### Regionalliga

#### Girone di andata
| Arbitro: | Fleske |

|  |           |               |
|  | Marcatori | 67’ Filipović |

| Arbitro: | Scheibel |

|                                                              |           |                                          |
| Schönberg 1’ Wehrmann 35’ (rig.) Hebestreit 68’ Scheller 72’ | Marcatori | 21’ Lesch 22’ Jopek 47’ Gezen 69’ Müller |

| Arbitro: | Heynemann |

|  |           |                |
|  | Marcatori | 8’, 74’ Aračić |

| Arbitro: | Dommaschk |

|                 |           |                           |
| Seruga 23’, 70’ | Marcatori | 8’ Zapyshnyi 21’ Spranger |

| Arbitro: | Sax |

|                            |           |                   |
| Maek 71’ Müller 75’ (rig.) | Marcatori | 77’ (rig.) Kuhlow |

| Arbitro: | Bley |

|                                   |           |                    |
| Danelia 27’ Schade 45’ Wagner 90’ | Marcatori | 3’ Jopek 20’ Lesch |

| Arbitro: | Pleßke |

|           |           |  |
| Lesch 78’ | Marcatori |  |

| Arbitro: | Hübner |

|                |           |  |
| Shubitidze 41’ | Marcatori |  |

| Arbitro: | Kiefer |

|               |           |                                            |
| Brestrich 20’ | Marcatori | 12’, 51’ Sachs 53’ Heider 89’ Eisenschmidt |

| Arbitro: | Ströhl |

|  |           |                                 |
|  | Marcatori | 31’ Ohly 71’ Lesch 76’ Krznaric |

| Arbitro: | Junghof |

|                       |           |             |
| Kallnik 41’ Jopek 66’ | Marcatori | 27’ Bartsch |

| Aue-Bad Schlema 18 ottobre 1997, ore 14:00 CEST 12ª giornata | Erzgebirge Aue | 0 – 0 referto | FC Berlino | Erzgebirgsstadion (3 100 spett.)\| Arbitro: \| Dommaschk \| |
| Arbitro:                                                     | Dommaschk      |               |            |                                                             |

| Arbitro: | Blumenstein |

|                                                        |           |            |
| Lesch 3’, 75’ Brestrich 64’, 86’ Müller 88’ Seruga 90’ | Marcatori | 75’ Kusche |

| Arbitro: | Voigt |

|                       |           |           |
| Hanke 64’ Schmidt 67’ | Marcatori | 84’ Lesch |

| Arbitro: | Scheibel |

|  |           |         |
|  | Marcatori | 63’ Lau |

| Arbitro: | Zschoke |

|            |           |                                    |
| Müller 30’ | Marcatori | 29’ Lenze 47’ Baumann 89’ Zentrich |

| Arbitro: | Bley |

|                                          |           |           |
| Maek 55’ (aut.) Jank 60’ Patschinski 88’ | Marcatori | 38’ Lesch |

#### Girone di ritorno
| Arbitro: | Weise |

|                                       |           |  |
| Filipović 13’ Lünsmann 28’ Müller 72’ | Marcatori |  |

| Arbitro: | Sather |

|            |           |  |
| Müller 19’ | Marcatori |  |

| Berlino 18 marzo 1998, ore 19:00 CET 20ª giornata | TeBe Berlino | 0 – 0 referto | FC Berlino | Mommsenstadion (763 spett.)\| Arbitro: \| Fröhlich \| |
| Arbitro:                                          | Fröhlich     |               |            |                                                       |

| Arbitro: | Cyrklaff |

|  |           |                           |
|  | Marcatori | 19’ Lesch 79’, 81’ Müller |

| Arbitro: | Sax |

|                              |           |            |
| Kuhlow 53’ Kunert 85’ (rig.) | Marcatori | 42’ Müller |

| Arbitro: | Junghof |

|                                       |           |           |
| Krznaric 14’ Müller 35’ Brestrich 45’ | Marcatori | 68’ Bartz |

| Arbitro: | Kruse |

|                        |           |              |
| Ullmann 84’ Köhler 88’ | Marcatori | 59’ Krznaric |

| Arbitro: | Weise |

|                                  |           |                                           |
| Krznaric 12’ Suchanek 73’ (aut.) | Marcatori | 4’, 23’ Wiedemann 59’ Shubitidze 82’ Berg |

| Arbitro: | Bley |

|            |           |           |
| Jeckel 82’ | Marcatori | 60’ Jopek |

| Arbitro: | Richter |

|          |           |  |
| Maek 45’ | Marcatori |  |

| Arbitro: | Fleske |

|                 |           |                               |
| Hahn 42’ (rig.) | Marcatori | 19’ Lesch 62’ Müller 78’ Ohly |

| Arbitro: | Cyrklaff |

|                           |           |  |
| Jopek 47’ Müller 52’, 62’ | Marcatori |  |

| Arbitro: | Binkowski |

|                 |           |           |
| Glöden 32’, 88’ | Marcatori | 53’ Jopek |

| Arbitro: | Spickenagel |

|  |           |                        |
|  | Marcatori | 78’ Milde 90’ Großmann |

| Arbitro: | Sather |

|         |           |                       |
| Lau 69’ | Marcatori | 29’ Jarling 63’ Jopek |

| Arbitro: | Kiefer |

|                                                |           |                                                      |
| Lau 1’, 76’ Kretzschmar 8’ Lenze 31’ Egler 90’ | Marcatori | 3’ Jopek 5’ Lenz 37’ Krznaric 47’ Seruga 70’ Kallnik |

| Arbitro: | Binkowski |

|                        |           |                           |
| Lesch 65’ Krznaric 73’ | Marcatori | 22’ Küntzel 55’ Petrowsky |

## Statistiche

### Statistiche di squadra
| Competizione         | Punti | In casa | In casa | In casa | In casa | In casa | In casa | In trasferta | In trasferta | In trasferta | In trasferta | In trasferta | In trasferta | Totale | Totale | Totale | Totale | Totale | Totale | DR |
| Competizione         | Punti | G       | V       | N       | P       | Gf      | Gs      | G            | V            | N            | P            | Gf           | Gs           | G      | V      | N      | P      | Gf     | Gs     | DR |
| -------------------- | ----- | ------- | ------- | ------- | ------- | ------- | ------- | ------------ | ------------ | ------------ | ------------ | ------------ | ------------ | ------ | ------ | ------ | ------ | ------ | ------ | -- |
| Regionalliga nordest | 43    | 17      | 8       | 2       | 7       | 27      | 25      | 17           | 4            | 5            | 8            | 28           | 30           | 34     | 12     | 7      | 15     | 55     | 55     | 0  |
| Totale               | 43    | 17      | 8       | 2       | 7       | 27      | 25      | 17           | 4            | 5            | 8            | 28           | 30           | 34     | 12     | 7      | 15     | 55     | 55     | 0  |

### Andamento in campionato
| Giornata  | 1  | 2  | 3  | 4  | 5  | 6  | 7  | 8  | 9  | 10 | 11 | 12 | 13 | 14 | 15 | 16 | 17 | 18 | 19 | 20 | 21 | 22 | 23 | 24 | 25 | 26 | 27 | 28 | 29 | 30 | 31 | 32 | 33 | 34 |
| --------- | -- | -- | -- | -- | -- | -- | -- | -- | -- | -- | -- | -- | -- | -- | -- | -- | -- | -- | -- | -- | -- | -- | -- | -- | -- | -- | -- | -- | -- | -- | -- | -- | -- | -- |
| Luogo     | C  | T  | C  | C  | C  | T  | C  | T  | C  | T  | C  | T  | C  | T  | C  | C  | T  | T  | C  | T  | T  | T  | C  | T  | C  | T  | C  | T  | C  | T  | C  | T  | T  | C  |
| Risultato | P  | N  | P  | N  | V  | P  | V  | P  | P  | V  | V  | N  | V  | P  | P  | P  | P  | P  | V  | N  | V  | P  | V  | P  | P  | N  | V  | V  | V  | P  | P  | V  | N  | N  |
| Posizione | 12 | 13 | 15 | 14 | 13 | 14 | 11 | 13 | 14 | 11 | 8  | 9  | 8  | 8  | 9  | 12 | 12 | 12 | 11 | 11 | 11 | 11 | 11 | 11 | 12 | 12 | 12 | 11 | 11 | 11 | 11 | 11 | 11 | 11 |

Legenda:

Luogo: C = Casa; T = Trasferta. Risultato: V = Vittoria; N = Pareggio; P = Sconfitta.

### Statistiche dei giocatori
| D. Bartel    | 34 | 0  | 1 | 0 |
| H. Brestrich | 31 | 4  | 6 | 2 |
| T. Dahlke    | 30 | 0  | 2 | 0 |
| S. Falk      | 2  | 0  | 0 | 0 |
| A. Gezen     | 30 | 1  | 6 | 1 |
| M. Höppner   | 29 | 0  | 3 | 0 |
| F. Jarling   | 17 | 1  | 1 | 0 |
| D. Jonelat   | 13 | 0  | 2 | 0 |
| B. Jopek     | 33 | 8  | 3 | 0 |
| M. Kallnik   | 31 | 2  | 6 | 1 |
| D. Krznaric  | 23 | 6  | 6 | 0 |
| J. Lenz      | 15 | 1  | 2 | 0 |
| T. Lesch     | 34 | 11 | 1 | 0 |
| M. Lorenz    | 3  | 0  | 1 | 1 |
| O. Lotze     | 2  | 0  | 0 | 0 |
| M. Maek      | 33 | 2  | 9 | 2 |
| R. Müller    | 6  | 1  | 1 | 1 |
| S. Müller    | 29 | 11 | 4 | 0 |
| S. Ohly      | 32 | 2  | 7 | 0 |
| M. Seruga    | 28 | 4  | 6 | 0 |